# EDT (editore)
EDT (acronimo di Edizioni Di Torino) è una casa editrice italiana fondata a Torino nel 1976 da Enzo Peruccio. Attiva in origine nel campo musicale, ha ampliato nel corso degli anni il proprio catalogo includendo saggistica, narrativa, libri per ragazzi, gastronomia e turistica, con le guide Lonely Planet e Marco Polo.

## Storia

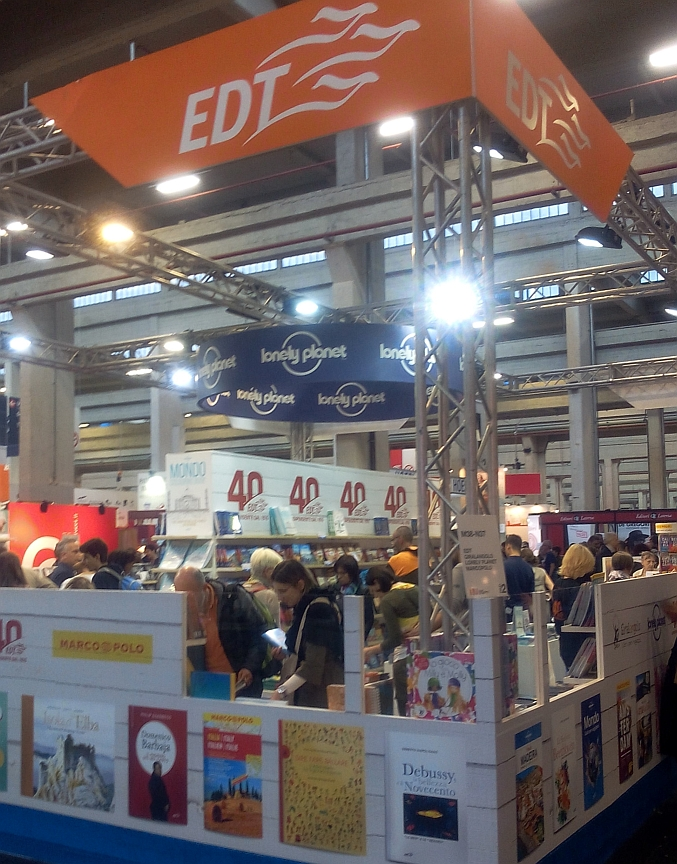
Stand dell'editore al Salone internazionale del libro 2016

La casa editrice esordì con una collana dedicata alla storia della musica dall’età antica al Novecento, curata da alcuni dei maggiori musicologi, tra cui Giorgio Pestelli, Alberto Basso, Fabrizio Della Seta, Giulio Cattin. La collana, patrocinata dalla Società Italiana di Musicologia, ha trovato largo impiego negli insegnamenti di settore all’università e nei conservatori. Il catalogo Musica si è arricchito nel corso degli anni di oltre 250 pubblicazioni riguardanti i vari generi, dalla classica alla contemporanea al pop, con una particolare attenzione al jazz, anche in collaborazione con la Fondazione Siena Jazz. Al 1985 risale la fondazione del Giornale della musica: uscito in formato cartaceo fino al 2015, prosegue da allora l’attività sul web.
Nei primi anni Novanta EDT si concentrò sul tema del viaggio con la collana di letteratura "Viaggi e avventura", inaugurata nel 1991 con la direzione di Bruno Gambarotta, e con l’acquisizione, l’anno successivo, dei diritti per l’Italia delle celebri guide di viaggio Lonely Planet, ideate da Tony e Maureen Wheeler: un'operazione che ha portato la casa editrice al primato sul mercato italiano del settore, rafforzata poi dalle Guide Marco Polo, pubblicate in originale in Germania e in italiano da EDT a partire dal 2011. Nel 2005 inaugura – primo editore italiano – una collata dedicata ai “carnet de voyage”, pubblicando i carnet di Stefano Faravelli dedicati alla Cina e al Mali – collana proseguita negli anni fino a includere numerosi paesi e città.
Negli anni successivi i campi di interesse dell’editore si sono ulteriormente ampliati. L’area della narrativa di viaggio è cresciuta e si è trasformata per numero di collane e temi trattati, dalle narrazioni alla saggistica dal reportage alla storia, senza dimenticare carnet illustrati e vite straordinarie. Nel 2007 EDT ha lanciato il marchio Giralangolo, dedicato a bambini e ragazzi, attento ai temi di attualità e più volte premiato. Dal 2013 è presente in EDT anche un’area Food, dedicata al cibo in tutte le sue forme, dalla narrativa di genere alle guide gastronomiche ICento.
Dal 2017 EDT organizza il festival del viaggio UlisseFest: la prima edizione si è tenuta a Bergamo, le tre successive a Rimini.

### Cronologia
- 1976 - Nasce la collana "Storia della musica".
- 1984 - Nasce la collana "Documenti e saggi".
- 1985 - Esce il primo numero del mensile Il giornale della musica.
- 1989 - Esordio della collana "Improvvisi".
- 1991 - Inizia il suo percorso nel settore viaggi, con la serie "Viaggi e Avventura".
- 1992 - Dopo aver stipulato un accordo con la Lonely Planet, inizia a tradurre e pubblicare in Italia le celebri guide turistiche.
- 2000 - Acquista il bimestrale World Music Magazine, dedicato alle musiche del mondo e attivo dal 1991e che nel 2008 è stato assorbito da Il giornale della musica.
- 2005 - EDT esordisce nel settore dell'editoria per ragazzi con la collana "Milly, Molly".
- 2005 - Pubblicazione dei Carnet de Voyage Cina e Mali, di Stefano Faravelli
- 2006 - Il volume Un giorno, viaggiando… - the Lonely Planet story, autobiografia dei fondatori di Lonely Planet Tony e Maureen Wheeler inaugura la collana "Biblioteca di Ulisse".
- 2007 - Nasce il marchio editoriale Giralangolo, dedicato alla letteratura per bambini e ragazzi.
- 2011 - Lancio in Italia delle guide e delle carte stradali Marco Polo, pubblicate in Germania dall'editore MairDumont.
- 2012 - Con le guide "I Cento", EDT lancia una serie di titoli dedicati alla gastronomia. Nello stesso anno acquista il bimestrale torinese ExtraTorino, in edicola dal 2007.
- 2014 - Esordio della collana "Allacarta".

## Tra i principali autori
- Marco Aime
- Margaret Atwood
- Alberto Basso
- Giuseppe Culicchia
- Carl Dahlhaus
- Fabrizio Della Seta
- Fabio Geda
- Kapka Kasabova
- Henry-Louis de La Grange
- Norman Lewis
- Ella Maillart
- Marco Malvaldi
- Peter Mayle
- Piersandro Pallavicini
- Giorgio Pestelli
- Stefano Faravelli
- Dario Voltolini
- Anselmo Roveda